# رودخانه ودلا
رودخانه ودلا (به انگلیسی: Vodla River) رودخانه‌ای است که در روسیه جریان دارد.